# Juan Perón
Juan Domingo Perón (8 tháng 10 năm 1895 - 1 tháng 7 năm 1974)  là một sĩ quan quân đội và chính trị gia Argentina. Sau khi nắm giữ một số chức vụ của chính phủ, bao gồm cả Bộ trưởng Bộ Lao động và Phó Tổng thống Cộng hòa, ông đã ba lần được bầu làm Tổng thống Argentina, nắm giữ chức vụ này từ tháng 6 năm 1946 đến tháng 9 năm 1955, khi ông bị lật đổ trong một cuộc đảo chính, và từ tháng 10 năm 1973 đến tháng 7 năm 1974 (khi ông qua đời).
Trong nhiệm kỳ tổng thống đầu tiên của mình (1946-1952), Perón đã được hỗ trợ bởi người vợ thứ hai của ông, Eva Duarte Perón ("Evita"), và cả hai người hai là vô cùng phổ biến đối với nhiều người dân Argentina. Eva đã mất vào năm 1952, và Perón được bầu vào nhiệm kỳ thứ hai, phục vụ từ năm 1952 cho đến năm 1955. Trong giai đoạn hai chế độ độc tài quân sự tiếp theo, bị gián đoạn bởi hai chính phủ dân sự, đảng Peronist bị cấm và Perón bị lưu đày. Khi nhân vật cánh tả Peronist Hector Campora được bầu làm tổng thống vào năm 1973, Perón trở về Argentina và là ngay sau đó đắc cử Tổng thống lần thứ ba. Vợ ông thứ ba, Isabel Martínez de Perón, được gọi là Isabel Perón, được bầu làm Phó tổng thống theo phiếu của ông và đã kế nhiệm chức tổng thống khi ông qua đời vào năm 1974.
Mặc dù họ vẫn là những nhân vật có nhiều tranh cãi, Juan và Eva Perón dù sao cũng được coi là biểu tượng của chủ nghĩa Perón. Người theo Perón 'ca ngợi những nỗ lực của họ loại bỏ đói nghèo và đề cao lao động, trong khi những người gièm pha coi họ là những kẻ mị dân và độc tài. Những người ủng hộ Perón đưa tên của họ vào các phong trào chính trị được gọi là chủ nghĩa Perón, mà ngày nay ở Argentina được thể hiện chủ yếu của Đảng Justicialist.

## Perón và chủ nghĩa phát xít
Năm 1938 Perón đến nhiều quốc gia Châu Âu để nghiên cứu chủ nghĩa phát xít, và bày tỏ ấn tượng tích cực về chủ nghĩa liên hiệp quốc gia (national syndicalism) trong chính phủ của Benito Mussolini ở Ý, Ioannis Metaxas ở Hy Lạp và Adolf Hitler ở Đức. Những năm đó ông cho rằng những quốc gia đó sẽ trở thành những nền dân chủ xã hội.
Sau Thế chiến II, Perón nổi lên thành một nhà lãnh đạo nổi tiếng. Argentina trở thành nơi ẩn náu của tội phạm chiến tranh phát xít, với sự bảo vệ rõ ràng từ Perón. Tác giả Uki Goñi cáo buộc rằng các cộng tác viên của phe Trục, như Pierre Daye, đã gặp Perón tại Casa Rosada (Nhà hồng), nơi ở chính thức của Tổng thống . Trong cuộc họp này một mạng lưới sẽ lập ra có sự hỗ trợ của Cơ quan ngoại vụ Argentina và Bộ Ngoại giao. Cảnh sát trưởng Thụy Sĩ Heinrich Rothmund  và linh mục Công giáo La Mã Croatia Krunoslav Draganović cũng đã giúp tổ chức ra đường chạy trốn (ratline) cho các tội phạm chiến tranh.

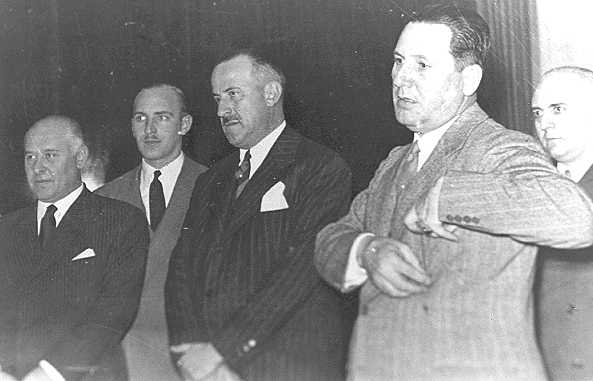
Trưởng mạng lưới Đức Quốc xã lưu vong ở Argentina Rodolfo Freude (thứ 2 bên trái) và Tổng thống Perón (thứ 2 bên phải), người đã bổ nhiệm Freude làm Giám đốc Cơ quan Tình báo Argentina

Một cuộc điều tra năm 1997 với 22.000 tài liệu của DAIA (một tổ chức của người Do Thái Argentina) đã phát hiện ra rằng mạng lưới được quản lý bởi Rodolfo Freude, người có văn phòng tại Casa Rosada và gần với anh trai của Eva Perón, Juan Duarte. Theo Ronald Newton, cha của Rodolfo là Ludwig Freude, có lẽ là đại diện địa phương của Văn phòng bí mật thứ ba do Joachim von Ribbentrop đứng đầu, có ảnh hưởng nhiều hơn đại sứ Đức Edmund von Thermann. Ông này đã gặp Perón vào những năm 1930 và có liên lạc với các tướng Juan Pistarini, Domingo Martínez và José Molina. Nhà của Ludwig Freude trở thành nơi gặp gỡ của Đức Quốc xã và các sĩ quan quân đội Argentina ủng hộ phe Trục. Năm 1943 ông đã cùng Perón tới châu Âu để thực hiện một thỏa thuận vũ khí với Đức.